# Mathias van der Goes

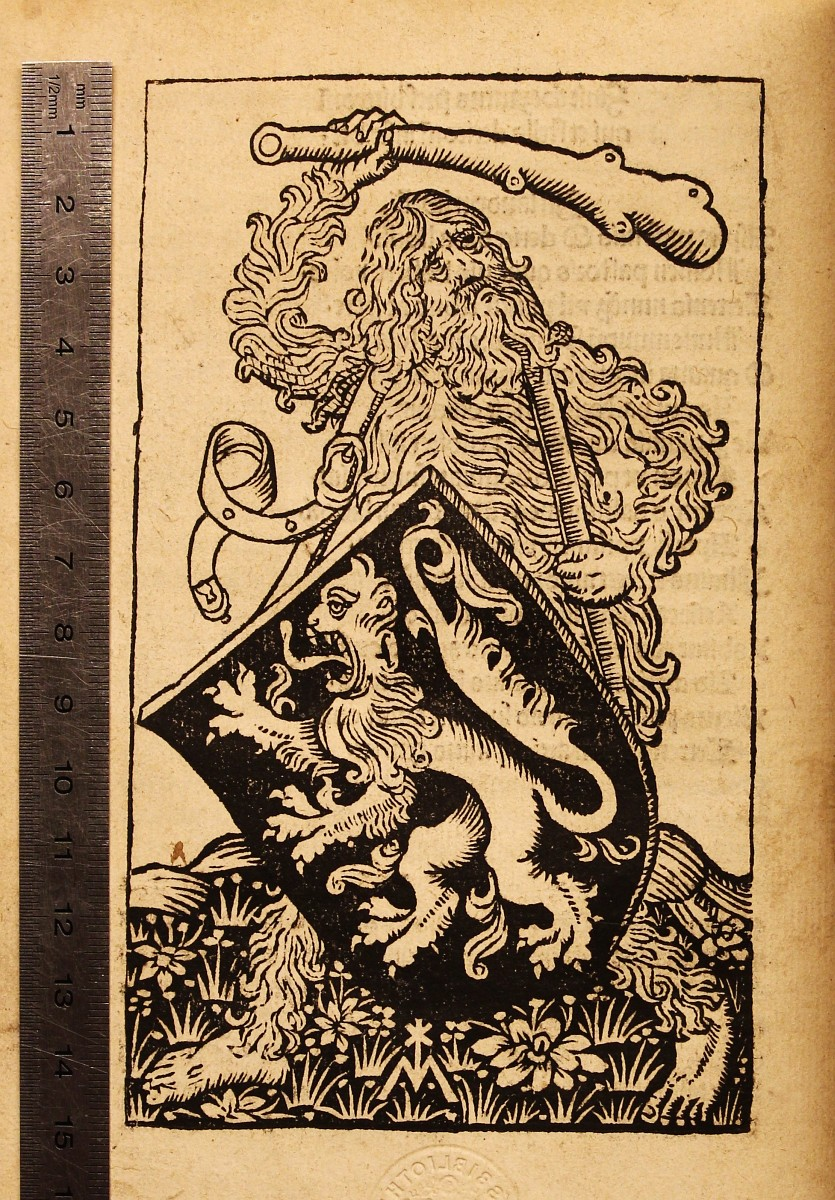
Drukkersmerk van Mathias van der Goes, zoals gebruikt in Thesaur[us] presbiteroru[m] qui et [!] stella clericoru[m] inscribitur (1487-1490), Erfgoedbibliotheek Hendrik Conscience, B 30260 (f. b6 verso).

Mathias van der Goes of Mathys Jansz. van der Goes was een drukker die van 1481 tot 1492 in Antwerpen actief was. In 1481 drukte hij het eerste boek dat in Antwerpen werd uitgegeven het: Boexken van der officien ofte dienst der missen van Simon van Venlo.

## Biografie
Er is weinig bekend over de achtergrond van deze drukker. Zijn naam laat vermoeden dat hij afkomstig was uit Goes in Zeeland. Waarschijnlijk is hij via het noorden langs Delft of Haarlem naar het zuiden gereisd om zich dan als drukker in Antwerpen te vestigen. Naar Haarlem verwijst het drukkersmerk dat hij soms gebruikte en dat een combinatie bevatte van de wapens van Goes, Haarlem en Holland. De connectie met Delft wordt gelegd door het lettertype dat hij voor zijn eerste boekje gebruikte en dat afkomstig was uit Delft. We vinden dit lettertype terug bij Jacob Jacobszoon van der Meer en Mauricius Yemantszoon van Middelborch die in Delft de eerste Nederlandstalige Bijbel drukten, de zogenaamde Delftse Bijbel. Het gebruik van de Delftse letter laat vermoeden dat hij zijn opleiding kreeg in Delft.
Hij was getrouwd met Katlyne van der Meer, maar in andere bronnen wordt zij vermeld als Houtmeer, Houtmaer en Houtmart. Uit een acte van 18 oktober 1492 weten we dat Willem Houtmart (geïdentificeerd als Willem van der Mere) als voogd (momboor) optrad voor Jan en Mathys, de zonen van Mathys Janssoens vander Goes boeckprinters en van Catline vander Mere. Het blijft een open vraag of Katlyne van der Meer banden had met de Delftse drukkersfamilie.
Waar hij in Antwerpen woonde en werkte in 1481 is niet bekend, maar we weten wel dat hij op 8 januari 1487 tVogelhuys aan de Steenhouwersvest kocht, samen met zijn echtgenote. In datzelfde jaar werd hij als vrijmeester opgenomen in de Sint-Lucasgilde.
Hij was overleden voor 18 oktober 1492 want toen nam Katlyne van der Meer, zijn weduwe, een jaarrente op tVogelhuys. Op 19 november sloot ze een huwelijkscontract met Govaert Back die waarschijnlijk bij Mathys had gewerkt.

## Werken
In de elf jaar dat hij actief was heeft hij 92 teksten gedrukt en uitgegeven. De kleine helft daarvan waren godsdienstige werken, de overige waren wetenschappelijke en literaire werken